# Nguyễn Phúc Thảo
Nguyễn Phúc Thảo là Trung tướng Công an nhân dân Việt Nam. Ông từng giữ chức vụ Phó Tổng cục trưởng Tổng cục An ninh 2, Bộ Công an (Việt Nam) (2012-2015).

## Tiểu sử
Nguyễn Phúc Thảo quê quán tại xã Trần Thới, huyện Cái Nước, tỉnh Cà Mau.
Tính đến tháng 1 năm 2011, ông đã xa quê hơn 30 năm.
Ngày 4 tháng 6 năm 2008, Đại tá Nguyễn Phúc Thảo, Giám đốc Công an tỉnh Sóc Trăng, được Thủ tướng Chính phủ Việt Nam thăng quân hàm lên Thiếu tướng Công an nhân dân Việt Nam.
Năm 2009, Nguyễn Phúc Thảo là Giám đốc Công an tỉnh Sóc Trăng.
Tháng 1 năm 2012, Thiếu tướng Nguyễn Phúc Thảo được điều động giữ chức vụ Phó Tổng cục trưởng Tổng cục An ninh 2, Bộ Công an (Việt Nam), thay thế ông giữ chức vụ Giám đốc Công an tỉnh Sóc Trăng là Đại tá Đặng Hoàng Đa, Phó Giám đốc công an tỉnh Sóc Trăng, sinh năm 1965 tại xã Hòa Tú 1, huyện Mỹ Xuyên, tỉnh Sóc Trăng.
Tháng 1 năm 2014, ông là Trung tướng, Phó Tổng cục trưởng Tổng cục An ninh 2, Bộ Công an (Việt Nam).
Trước tháng 11 năm 2015, Trung tướng Nguyễn Phúc Thảo thôi chức Phó Tổng cục trưởng Tổng cục An ninh, Bộ Công an.
Ông đã nghỉ hưu (trước tháng 6 năm 2016).

## Lịch sử thụ phong quân hàm
- thiếu úy đội trưởng
- trung úy PTP
- thượng úy PTP
- đại úy PTP
- thiếu tá trưởng phòng
- trung tá PGĐ- CAT
- thượng tá - PGĐ-CAT
- đại tá - GĐ -CAT
- Thiếu tướng Công an nhân dân Việt Nam (2008)
- Trung tướng Công an nhân dân Việt Nam (2013-2014)